# LXXVI Premis BAFTA
La 76a edició dels Premis BAFTA es va celebrar el 19 de febrer de 2023 per homenatjar les millors pel·lícules britàniques i estrangeres de 2022, al Royal Festival Hall del Southbank Centre de Londres. Presentat per la British Academy of Film and Television Arts (l'Acadèmia Britànica de les Arts del Cinema i la Televisió), es van lliurar els reconeixements a la millor pel·lícula i documentals de qualsevol nacionalitat que es van projectar als cinemes britànics el 2022.
Les nominacions es van anunciar el 19 de gener de 2023 mitjançant una transmissió en directe global, presentada per l'actriu Hayley Atwell i l'actor Toheeb Jimoh, des de la recentment remodelada seu de l'organització benèfica a Londres. Els nominats al premi EE Rising Star (el BAFTA a l'estrella emergent), que és l'única categoria votada pel públic britànic, es van anunciar el 17 de gener de 2023.
La cerimònia va ser presentada conjuntament per l'actor nominat als premis BAFTA i als premis Oscar Richard E. Grant i la personalitat de la televisió britànica Alison Hammond, que també va dirigir les entrevistes entre bastidors. El presentador Vick Hope i el crític de cinema de la BBC Radio 1 Ali Plumb van ser els amfitrions de l'espectacle previ a la catifa vermella. L'emissió es va emetre a BBC One i a BBC iPlayer al Regne Unit, i simultàniament a vuit països a nivell mundial.
El drama èpic contra la guerra en llengua alemanya Res de nou a l'oest (títol internacional: All Quiet on the Western Front) va rebre catorze nominacions, la majoria, cosa que la va fer empatar el rècord establert per Tigre i drac (2000) com la pel·lícula en llengua no anglesa més nominada en la història dels premis. Finalment, l'èpica de la Primera Guerra Mundial Res de nou a l'oest va guanyar set dels premis a què optava, inclosos millor pel·lícula, millor director (Edward Berger) i millor pel·lícula en llengua no anglesa, i va establir un nou rècord de més obtencions de premis BAFTA per a una pel·lícula en llengua no anglesa.

## Pel·lícules amb múltiples nominacions
| Nominacions | Pel·lícules                                                     | Premis |
| ----------- | --------------------------------------------------------------- | ------ |
| 14          | Res de nou a l'oest (All Quiet on the Western Front)            | 7      |
| 10          | The Banshees of Inisherin                                       | 4      |
| 10          | Tot a la vegada a tot arreu (Everything Everywhere All at Once) | 1      |
| 9           | Elvis                                                           | 4      |
| 5           | Tár                                                             | -      |
| 4           | Aftersun                                                        | 1      |
| 4           | The Batman                                                      | -      |
| 4           | Bona sort, Leo Grande (Good Luck to You, Leo Grande)            | -      |
| 4           | Top Gun: Maverick                                               | -      |
| 4           | The Whale                                                       | -      |
| 3           | Babylon                                                         | 1      |
| 3           | Empire of Light                                                 | -      |
| 3           | Pinotxo (Guillermo del Toro's Pinocchio)                        | 1      |
| 3           | Living                                                          | -      |
| 3           | Triangle of Sadness                                             | -      |
| 2           | Avatar: El sentit de l'aigua (Avatar: The Way of Water)         | 1      |
| 2           | Decision to Leave                                               | -      |
| 2           | An Cailín Ciúin (The Quiet Girl)                                | -      |
| 2           | Roald Dahl's Matilda the Musical                                | -      |
| 2           | She Said                                                        | -      |
| 2           | The Woman King                                                  | -      |

## Premis per categoria
| Millor pel·lícula | Millor direcció |
| --- | --- |

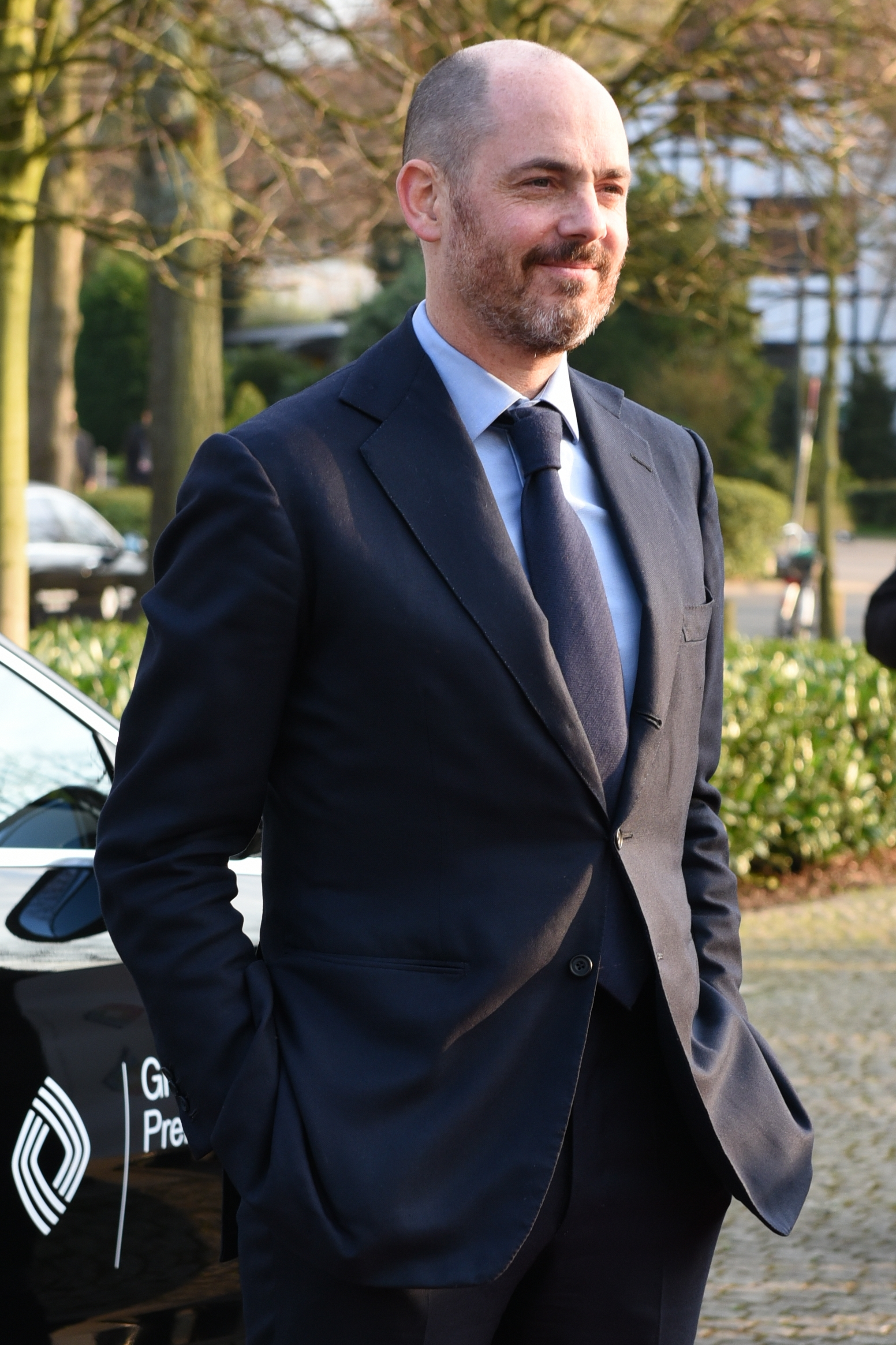
Edward Berger, premi al millor director i al millor guió adaptat, i co-guanyador per la millor pel·lícula en llengua no anglesa

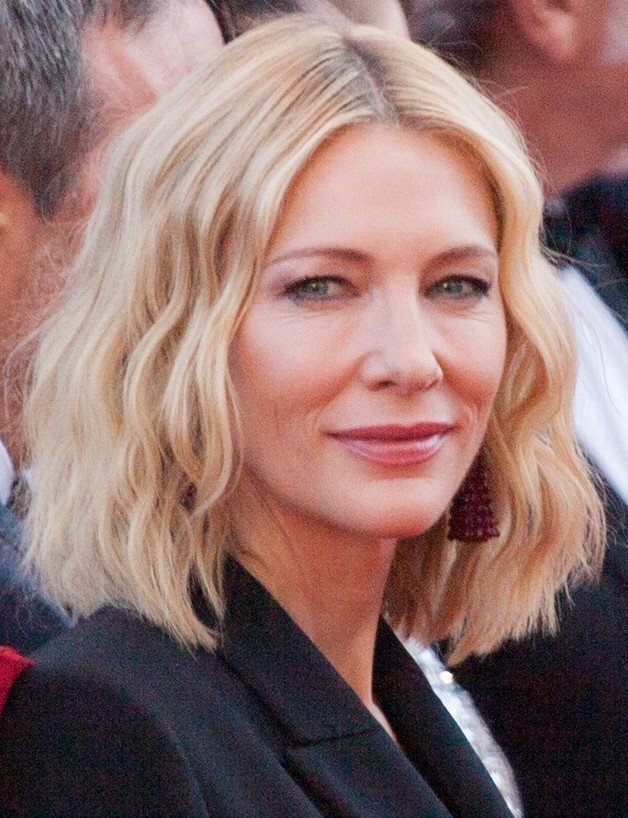
Cate Blanchett, premi a la millor actriu

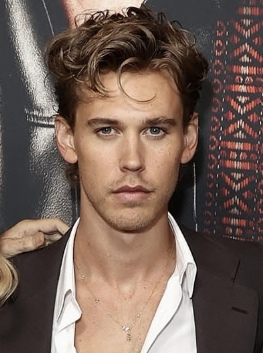
Austin Butler, premi al millor actor

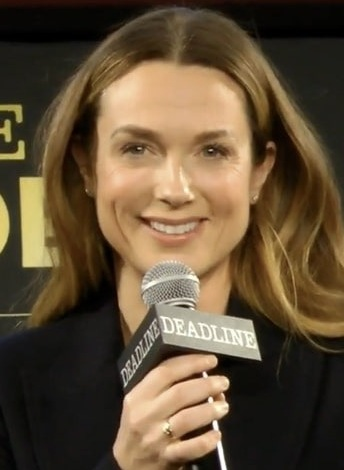
Kerry Condon, premi a la millor actriu secundària

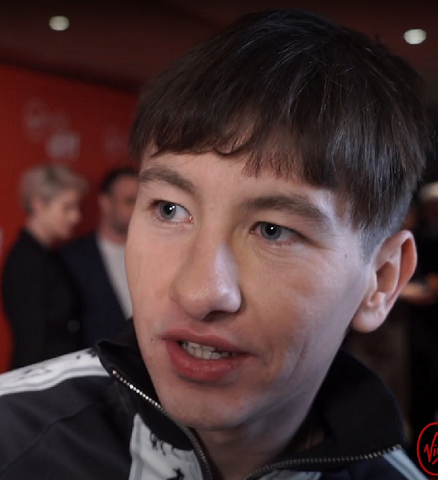
Barry Keoghan, premi al millor actor secundari

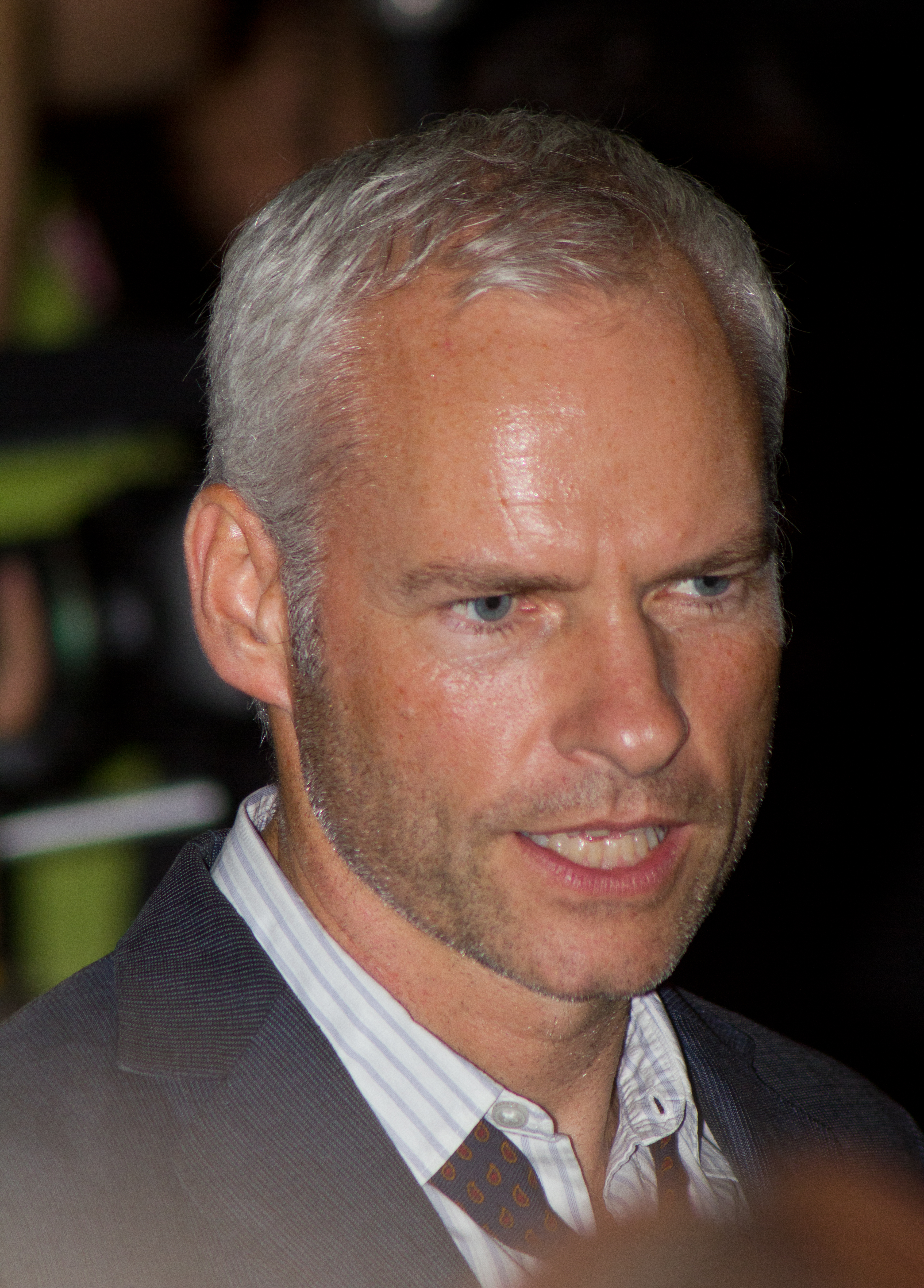
Martin McDonagh, premi al millor guió original i co-guanyador per la millor pel·lícula britànica.

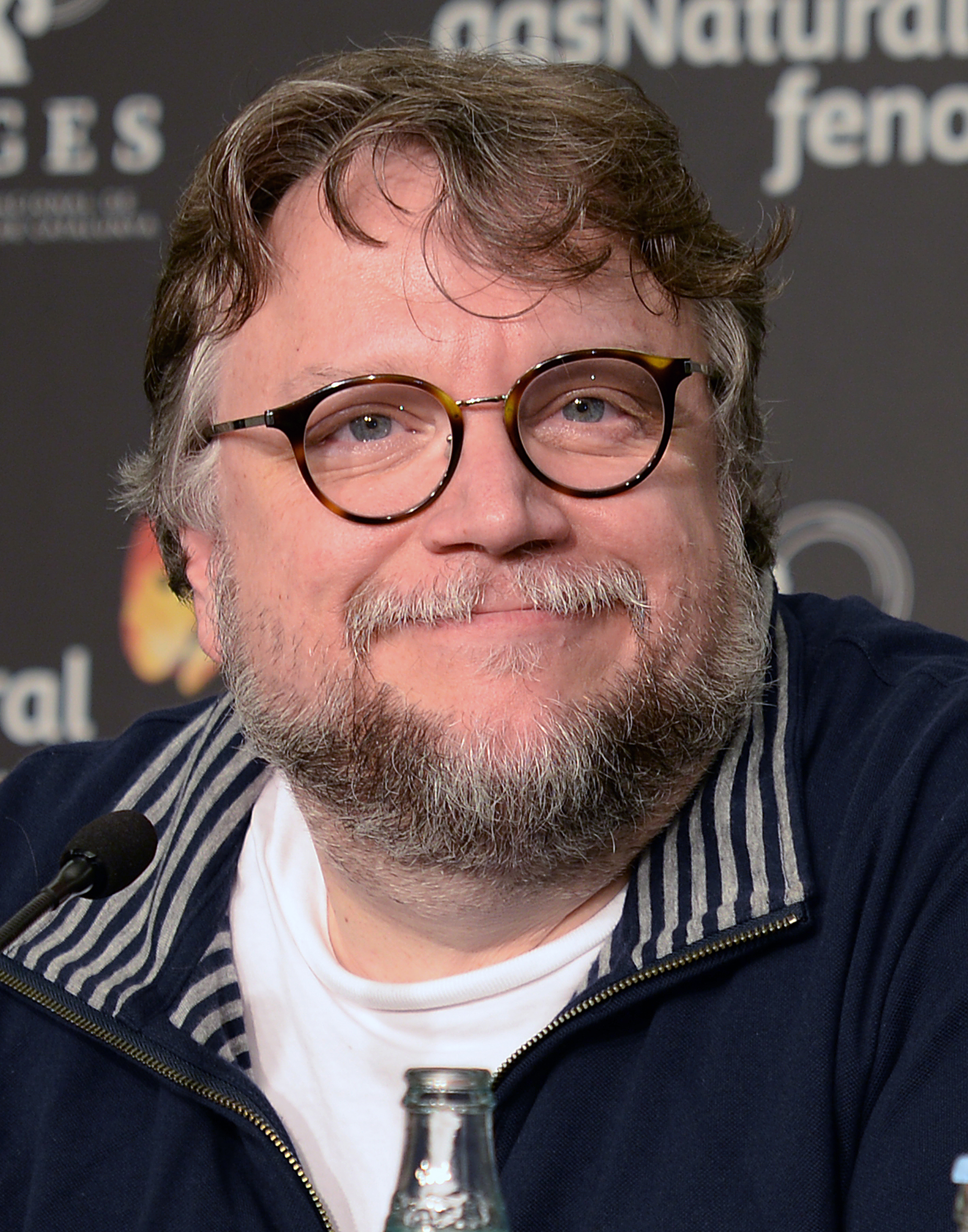
Guillermo del Toro, co-guanyador per la millor pel·lícula d'animació

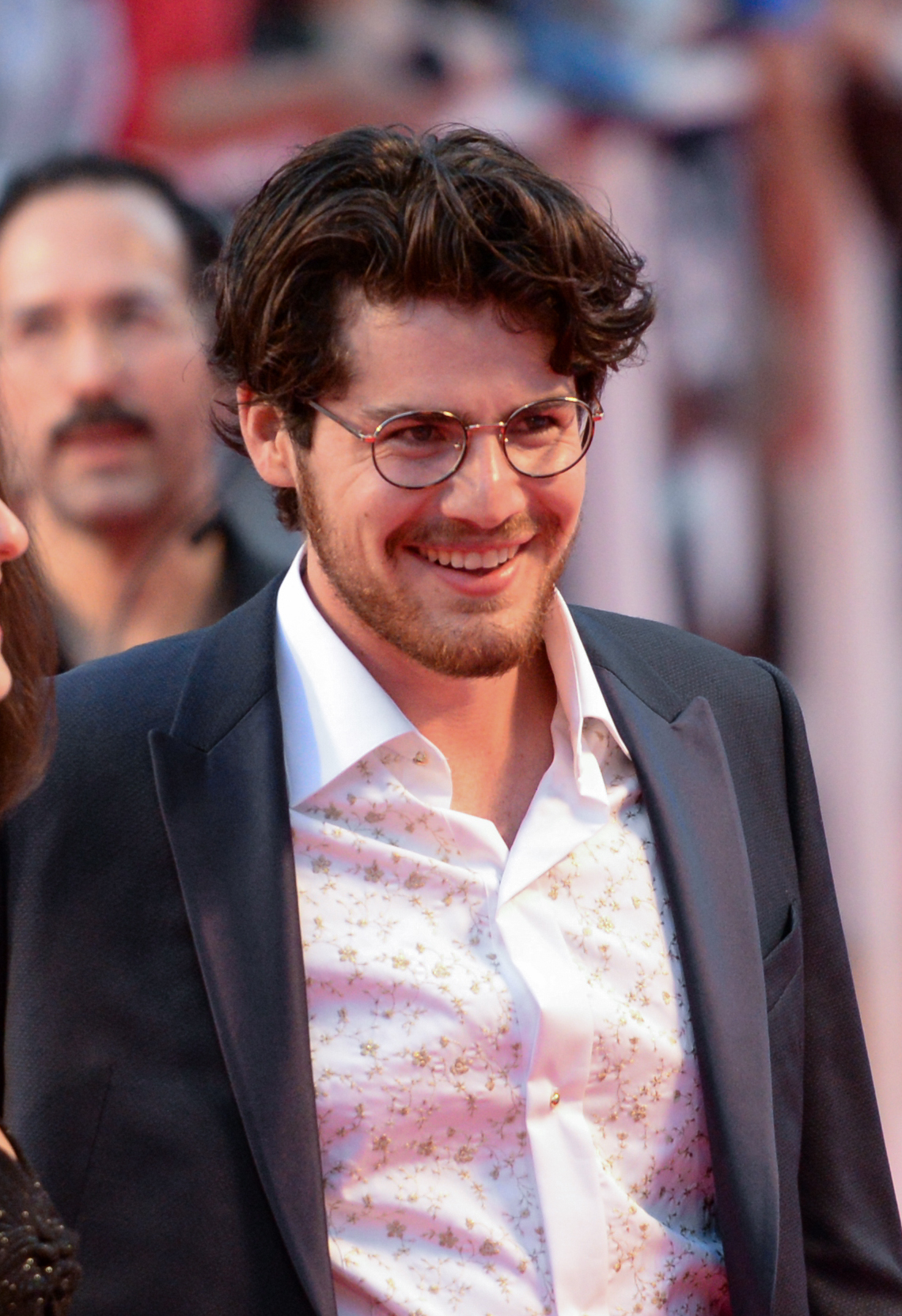
Daniel Roher, co-guanyador pel millor documental

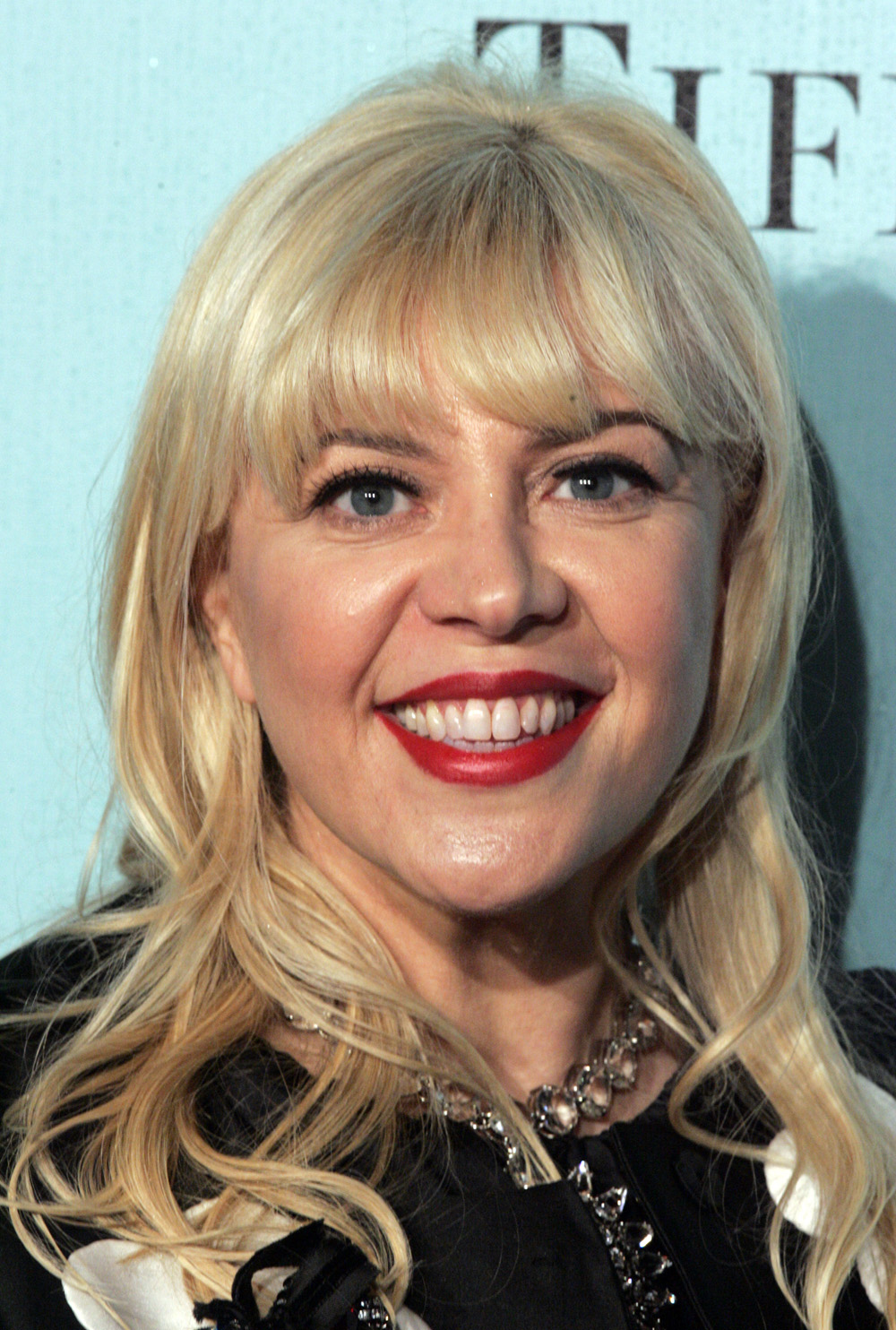
Catherine Martin, premi al millor disseny de vestuari

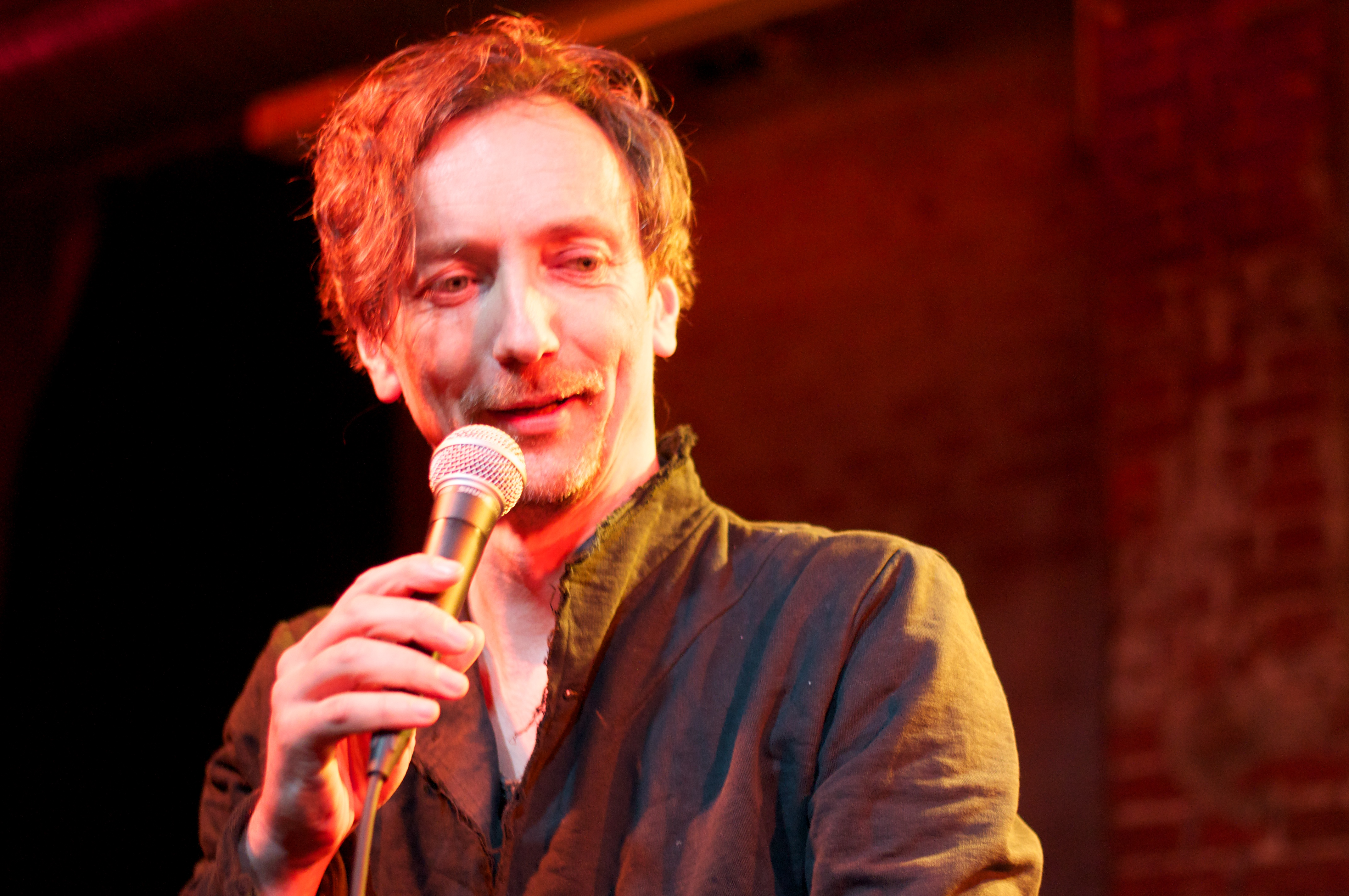
Volker Bertelmann, premi a la millor música original

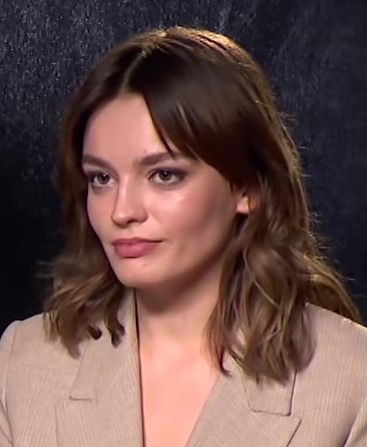
Emma Mackey, guanyadora del premi EE Rising Star

| - All Quiet on the Western Front – Malte Grunert - The Banshees of Inisherin – Graham Broadbent, Pete Czernin i Martin McDonagh - Elvis – Gail Berman, Baz Luhrmann, Catherine Martin, Patrick McCormick i Schuyler Weiss - Everything Everywhere All at Once – Daniel Kwan, Daniel Scheinert i Jonathan Wang - Tár – Todd Field, Scott Lambert i Alexandra Milchan | - Edward Berger – All Quiet on the Western Front - Park Chan-wook – Decision to Leave - Todd Field – Tár - Daniel Kwan i Daniel Scheinert – Everything Everywhere All at Once - Martin McDonagh – The Banshees of Inisherin - Gina Prince-Bythewood – The Woman King |
| Millor actriu | Millor actor |
| - Cate Blanchett – Tár com a Lydia Tár - Viola Davis – The Woman King com a General Nanisca - Ana de Armas – Blonde com a Norma Jeane Mortensen / Marilyn Monroe - Danielle Deadwyler – Till com a Mamie Till-Mobley - Emma Thompson – Good Luck to You, Leo Grande com a Nancy Stokes / Susan Robinson - Michelle Yeoh – Everything Everywhere All at Once com a Evelyn Quan Wang | - Austin Butler – Elvis com a Elvis Presley - Colin Farrell – The Banshees of Inisherin com a Pádraic Súilleabháin - Brendan Fraser – The Whale com a Charlie - Daryl McCormack – Good Luck to You, Leo Grande com a Leo Grande / Connor - Paul Mescal – Aftersun com a Calum Paterson - Bill Nighy – Living com a Mr. Williams |
| Millor actriu secundària | Millor actor secundari |
| - Kerry Condon – The Banshees of Inisherin com a Siobhán Súilleabháin - Angela Bassett – Black Panther: Wakanda Forever com a Queen Ramonda - Hong Chau – The Whale com a Liz - Jamie Lee Curtis – Everything Everywhere All at Once com a Deirdre Beaubeirdre - Dolly de Leon – Triangle of Sadness com a Abigail - Carey Mulligan – She Said com a Megan Twohey | - Barry Keoghan – The Banshees of Inisherin com a Dominic Kearney - Brendan Gleeson – The Banshees of Inisherin com a Colm Doherty - Ke Huy Quan – Everything Everywhere All at Once com a Waymond Wang - Eddie Redmayne – The Good Nurse com a Charlie Cullen - Albrecht Schuch – All Quiet on the Western Front com a Stanislaus "Kat" Katczinsky - Micheal Ward – Empire of Light com a Stephen                                                 |
| Millor guió original | Millor guió adaptat |
| - The Banshees of Inisherin – Martin McDonagh - Everything Everywhere All at Once – Daniel Kwan i Daniel Scheinert - The Fabelmans – Tony Kushner i Steven Spielberg - Tár – Todd Field - Triangle of Sadness – Ruben Östlund | - All Quiet on the Western Front – Edward Berger, Lesley Paterson i Ian Stokell - Living – Kazuo Ishiguro - The Quiet Girl – Colm Bairéad - She Said – Rebecca Lenkiewicz - The Whale – Samuel D. Hunter |
| Millor pel·lícula d'animació | Millor documental |
| - Guillermo del Toro's Pinocchio – Guillermo del Toro, Mark Gustafson, Gary Ungar i Alex Bulkley - Marcel the Shell with Shoes On – Dean Fleischer Camp, Andrew Goldman, Elisabeth Holm, Caroline Kaplan i Paul Mezey - Puss in Boots: The Last Wish – Joel Crawford i Mark Swift - Turning Red – Domee Shi i Lindsey Collins | - Navalny – Daniel Roher, Diane Becker, Shane Boris, Melanie Miller i Odessa Rae - All That Breathes – Shaunak Sen, Teddy Leifer i Aman Mann - All the Beauty and the Bloodshed – Laura Poitras, Howard Gertler, Nan Goldin, Yoni Golijov i John Lyons - Fire of Love – Sara Dosa, Shane Boris i Ina Fichman - Moonage Daydream – Brett Morgen |
| Millor pel·lícula de parla no anglesa | Millor càsting |
| - All Quiet on the Western Front – Edward Berger i Malte Grunert - Argentina, 1985 – Santiago Mitre, Victoria Alonso, Agustina Llambi Campbell, Axel Kuschevatzky i Federico Posternak - Corsage – Marie Kreutzer - Decision to Leave – Park Chan-wook i Ko Dae-seok - The Quiet Girl – Colm Bairéad i Cleona Ní Chrualaoí | - Elvis – Nikki Barrett i Denise Chamian - Aftersun – Lucy Pardee - All Quiet on the Western Front – Simone Bär - Everything Everywhere All at Once – Sarah Halley Finn - Triangle of Sadness – Pauline Hansson |
| Millor fotografia | Millor vestuari |
| - All Quiet on the Western Front – James Friend - The Batman – Greig Fraser - Elvis – Mandy Walker - Empire of Light – Roger Deakins - Top Gun: Maverick – Claudio Miranda | - Elvis – Catherine Martin - All Quiet on the Western Front – Lisy Christl - Amsterdam – J.R. Hawbaker i Albert Wolsky - Babylon – Mary Zophres - Mrs. Harris Goes to Paris – Jenny Beavan |
| Millor muntatge | Millor maquillatge i perruqueria |
| - Everything Everywhere All at Once – Paul Rogers - All Quiet on the Western Front – Sven Budelmann - The Banshees of Inisherin – Mikkel E. G. Nielsen - Elvis – Jonathan Redmond i Matt Villa - Top Gun: Maverick – Eddie Hamilton | - Elvis – Jason Baird, Mark Coulier, Louise Coulston i Shane Thomas - All Quiet on the Western Front – Heike Merker - The Batman – Naomi Donne, Mike Marino i Zoe Tahir - Roald Dahl's Matilda the Musical – Naomi Donne, Barrie Gower i Sharon Martin - The Whale – Anne Marie Bradley, Judy Chin i Adrien Morot |
| Millor música | Millor disseny de producció |
| - All Quiet on the Western Front – Volker Bertelmann - Babylon – Justin Hurwitz - The Banshees of Inisherin – Carter Burwell - Everything Everywhere All at Once – Son Lux - Guillermo del Toro's Pinocchio – Alexandre Desplat | - Babylon – Florencia Martin i Anthony Carlino - All Quiet on the Western Front – Christian M. Goldbeck i Ernestine Hipper - The Batman – James Chinlund i Lee Sandales - Elvis – Catherine Martin, Karen Murphy i Bev Dunn - Guillermo del Toro's Pinocchio – Curt Enderle i Guy Davis |
| Millor so | Millors efectes visuals |
| - All Quiet on the Western Front – Lars Ginzel, Frank Kruse, Viktor Prášil i Markus Stemler - Avatar: The Way of Water – Christopher Boyes, Michael Hedges, Julian Howarth, Gary Summers i Gwendolyn Yates Whittle - Elvis – Michael Keller, David Lee, Andy Nelson i Wayne Pashley - Tár – Deb Adair, Stephen Griffiths, Andy Shelley, Steve Single i Roland Winke - Top Gun: Maverick – Chris Burdon, James H. Mather, Al Nelson, Mark Taylor i Mark Weingarten | - Avatar: The Way of Water – Richard Baneham, Daniel Barrett, Joe Letteri i Eric Saindon - All Quiet on the Western Front – Markus Frank, Kamil Jafar, Viktor Müller i Frank Petzold - The Batman – Russell Earl, Dan Lemmon, Anders Langlands i Dominic Tuohy - Everything Everywhere All at Once – Benjamin Brewer, Ethan Feldbau, Jonathan Kombrinck i Zak Stoltz - Top Gun: Maverick – Seth Hill, Scott R. Fisher, Bryan Litson i Ryan Tudhope |
| Millor pel·lícula britànica | Millor director, guionista o productor britànic novell |
| - The Banshees of Inisherin – Martin McDonagh, Graham Broadbent i Pete Czernin - Aftersun – Charlotte Wells, Mark Ceryak, Amy Jackson, Barry Jenkins i Adele Romanski - Brian i Charles – Jim Archer, Rupert Majendie, David Earl i Chris Hayward - Empire of Light – Sam Mendes i Pippa Harris - Good Luck to You, Leo Grande – Sophie Hyde, Debbie Gray, Adrian Politowski i Katy Brand - Living – Oliver Hermanus, Elizabeth Karlsen, Stephen Woolley i Kazuo Ishiguro - Roald Dahl's Matilda the Musical – Matthew Warchus, Tim Bevan, Eric Fellner, Jon Finn, Luke Kelly i Dennis Kelly - See How They Run – Tom George, Gina Carter, Damian Jones i Mark Chappell - The Swimmers – Sally El Hosaini, Tim Bevan, Tim Cole, Eric Fellner, Ali Jaafar i Jack Thorne - The Wonder – Sebastián Lelio, Ed Guiney, Juliette Howell, Andrew Lowe, Tessa Ross, Alice Birch i Emma Donoghue | - Aftersun – Charlotte Wells (guionista/directora) - Blue Jean – Georgia Oakley (Writer/Director) i Hélène Sifre (productora) - Electric Malady – Marie Lidén (directora) - Good Luck to You, Leo Grande – Katy Brand (guionista) - Rebellion – Elena Sánchez Bellot (directora) i Maia Kenworthy (directora) |
| Millor curtmetratge | Millor curtmetratge d'animació |
| - An Irish Goodbye – Tom Berkeley i Ross White - The Ballad of Olive Morris – Alex Kayode-Kay - Bazigaga – Jo Ingabire Moys i Stephanie Charmail - Bus Girl – Jessica Henwick i Louise Palmkvist Hansen - A Drifting Up – Jacob Lee | - The Boy, the Mole, the Fox i the Horse – Peter Baynton, Charlie Mackesy, Cara Speller i Hannah Minghella - Middle Watch – John Stevenson, Aiesha Penwarden i Giles Healy - Your Mountain Is Waiting – Hannah Jacobs, Zoe Muslim i Harriet Gillian |
| BAFTA honorífic | Estrella emergent (premi EE Rising Star) |
| Sandy Powell | - Emma Mackey – actriu - Naomi Ackie – actriu - Sheila Atim – actriu, cantant, compositora i dramaturga - Daryl McCormack – actor - Aimee Lou Wood – actriu |

## Crítiques
Malgrat la diversitat de nominacions, els guanyadors eren tots blancs, cosa criticada a les xarxes socials i pels periodistes activistes, amb greuges especialment dirigits a una fotografia de tots els guanyadors junts a l'escenari, amb la copresentadora negra Alison Hammond com a única persona no blanca. en ell. Alguns usuaris de Twitter van començar a utilitzar l'etiqueta #BaftasSoWhite, semblant a l'etiqueta #OscarsSoWhite que va ser tendència quan no hi va haver artistes no blancs nominats als 87ns i 88ns Premis Oscar el 2015 i el 2016, respectivament.
Alguns mitjans de comunicació també es van fer ressò del fet que l'organització de l'acte no inclogués el cineasta espanyol Carlos Saura en el vídeo de repàs de les defuncions del darrer any en l'àmbit del setè art. En el vídeo, al qual va donar pas Richard E. Grant entre llàgrimes, hi apareixien, entre molts altres, James Caan, Jean-Luc Godard, Gina Lollobrigida o Ray Liotta, i fins i tot incloïa Raquel Welch, morta quatre dies abans de la cerimònia i cinc dies després de la defunció de Saura. L'aragonès va guanyar el BAFTA a la millor pel·lícula en llengua no anglesa l'any 1985 per Carmen.